# 3 Eskadra Wywiadowcza

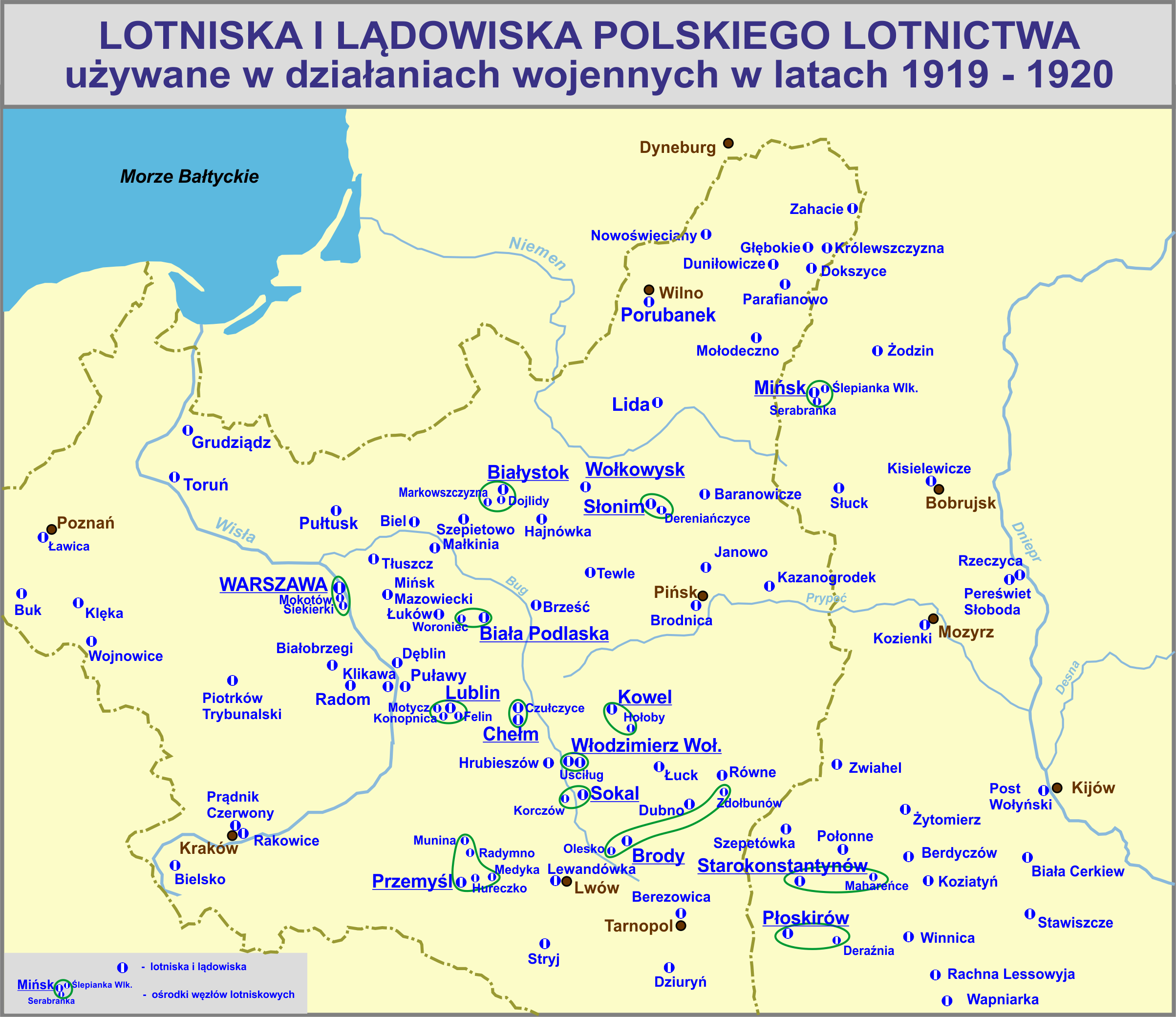

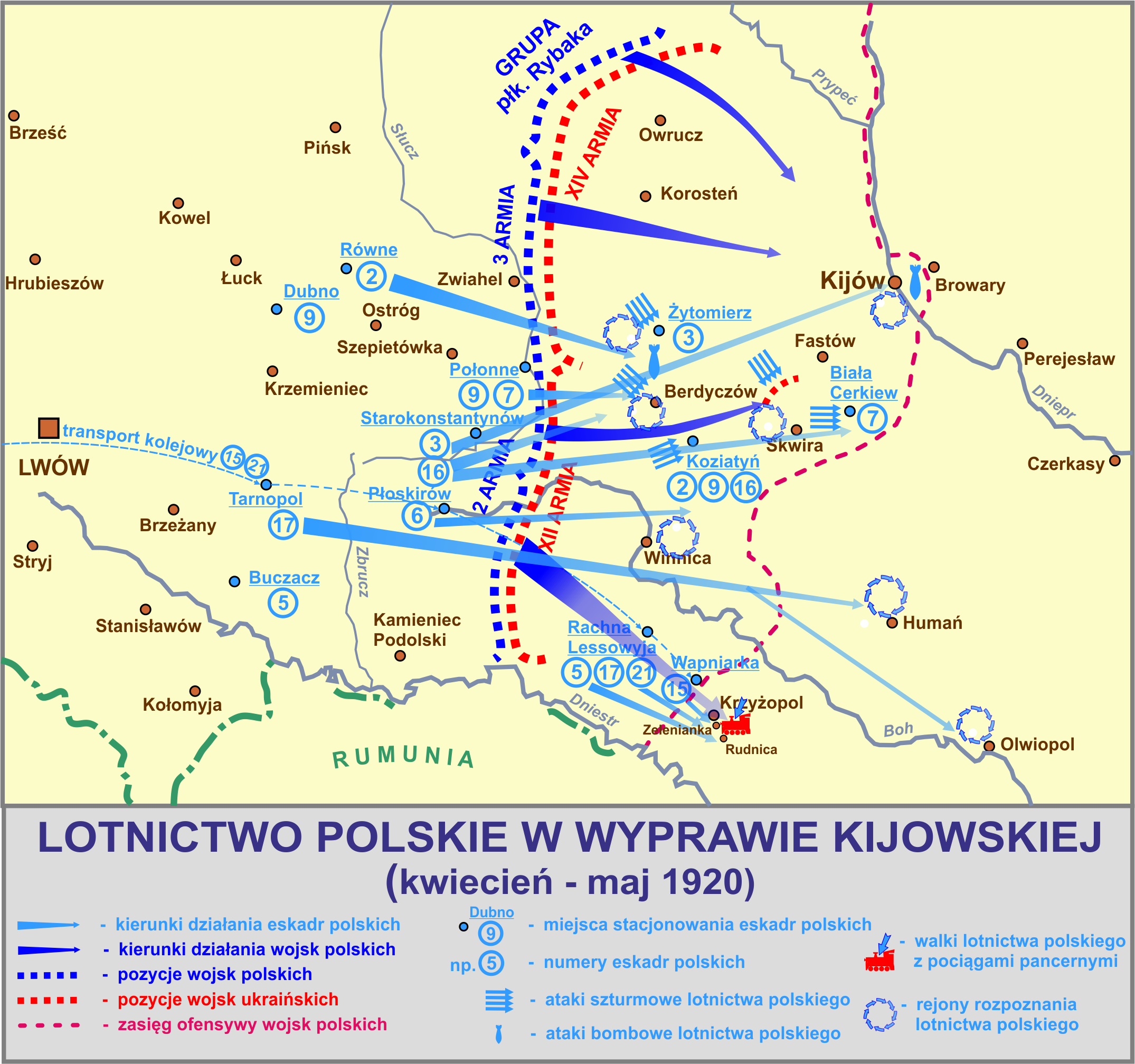

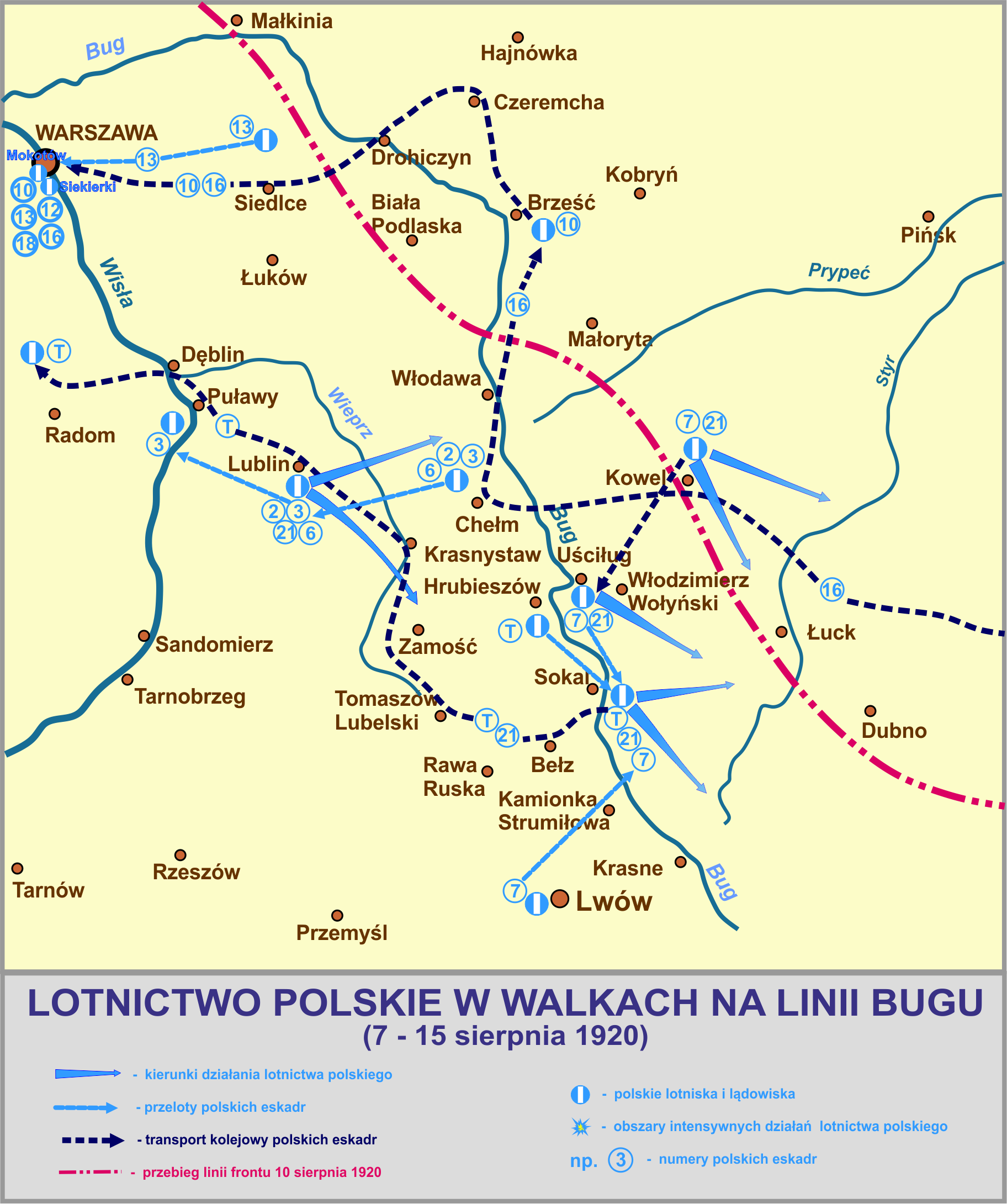

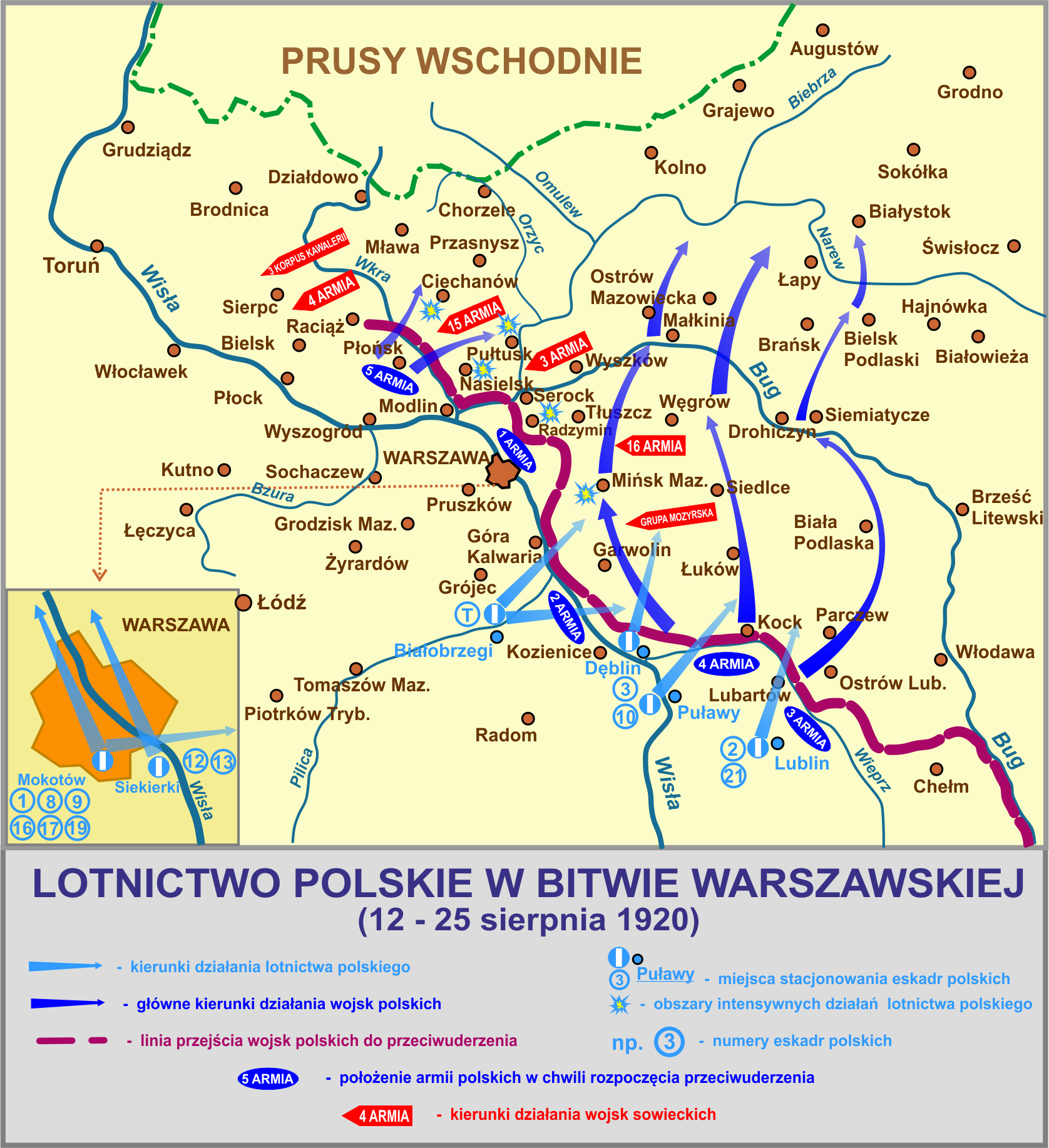

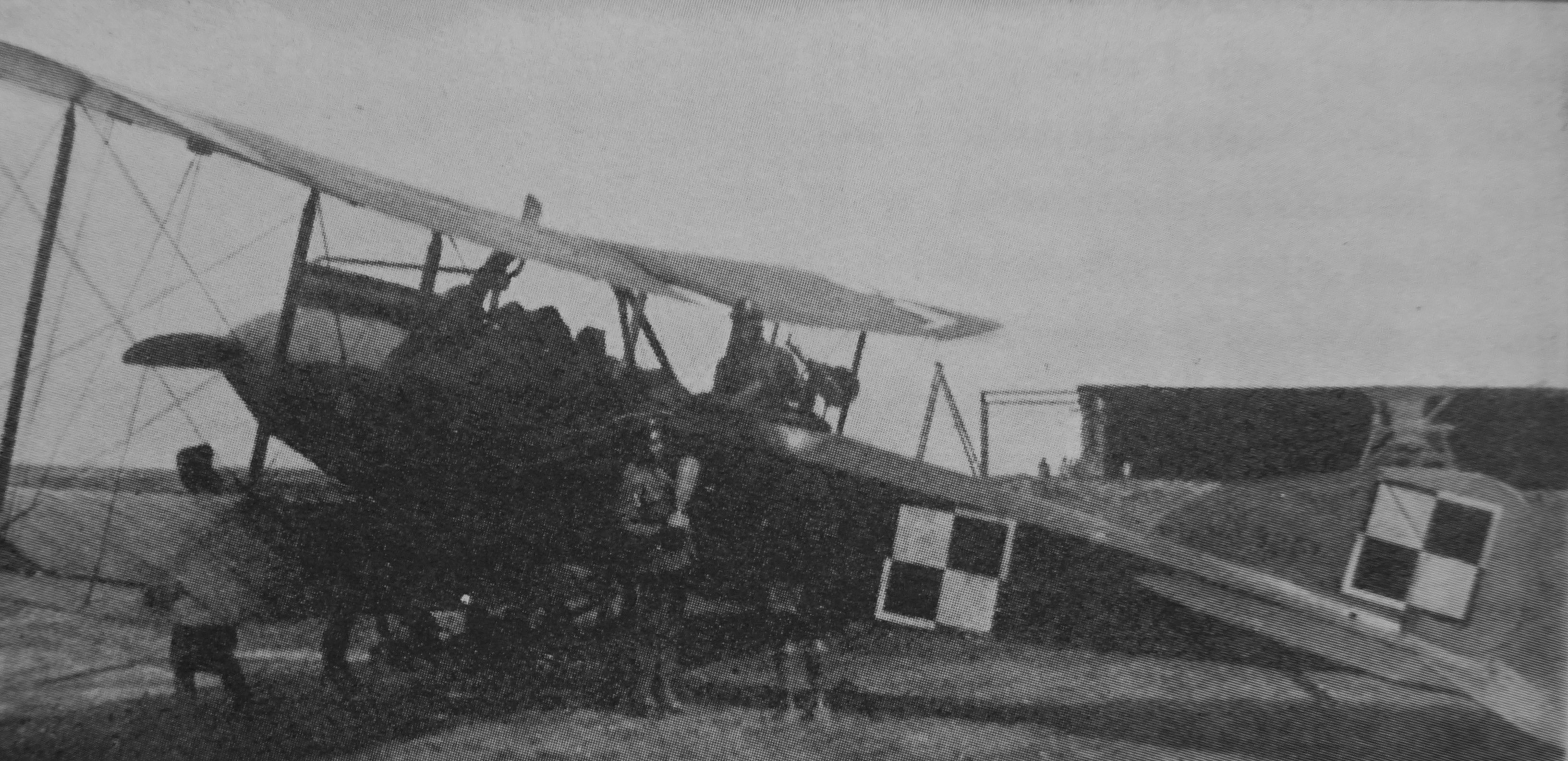
Lot bojowy – załoga ppor. Józef Krzyczkowski i por. Tadeusz Antonowicz

3 eskadra wywiadowcza – pododdział lotnictwa rozpoznawczego Wojska Polskiego w II Rzeczypospolitej.
Eskadra została zorganizowana w 1918 jako „eskadra warszawska”. Jako 3 eskadra wywiadowcza wzięła udział w wojnie polsko-ukraińskiej i polsko-bolszewickiej. W 1921 weszła w skład formującego się 1 pułku lotniczego. W 1925 przemianowana na 13 eskadrę lotniczą.
Godło eskadry: biały kościotrup z czerwoną szarfą grający na skrzypcach.

## Formowanie, zmiany organizacyjne i walki
Eskadra została zorganizowana 30 grudnia 1918  na mocy rozkazu Dowództwa Wojsk Lotniczych nr 22 na lotnisku mokotowskim w Warszawie jako „eskadra warszawska”.
Później przemianowano ją na 3 eskadrę wywiadowczą.
W pierwszym okresie istnienia jednostka wyposażona była w cztery samoloty: DFW C.V, Albatros C.VII, LVG C.V i LVG C.VI.

### Działania na froncie ukraińskim
24 stycznia 1919 eskadra odjechała transportem kolejowym do Lublina.
15 lutego rozpoczęła służbę polową, działając na rzecz Grupy gen. Majewskiego operującej w rejonie Włodzimierza Wołyńskiego.
W kolejnych dniach działała z lotniska w Kowlu na rzecz grup operacyjnych generałów Śmigłego-Rydza, Karnickiego i Hallera.
W czerwcu 1919 wycofana do Ciechanowa, do odwodu. Tam weszła w skład IV Grupy Lotniczej.
W październiku 1919 eskadra przeniesiona została do Krakowa i przezbrojona w samoloty Breguet XIV.
Na przełomie 1919 i 1920 roku włączona w skład nowo tworzonej V Grupy Lotniczej.
Wykorzystując względny spokój na froncie, w okresie jesienno–zimowym eskadra prowadziła szkolenie personelu lotniczego i uzupełniała stany. Na dzień 1 lutego 1920 eskadra posiadała 8 pilotów, 4 obserwatorów i 9 samolotów.
W kwietniu 1920 podporządkowana została dowódcy V dywizjonu lotniczego i przesunięta na lotnisko w Starokonstantynowie, z którego wykonywała loty zwiadowcze na korzyść Naczelnego Dowództwa.
Personel  eskadry składał się wtedy z 6 pilotów, 3 obserwatorów i 3 strzelców pokładowych.
14 kwietnia dwa samoloty dokonały oblotu strefy frontowej.
19 kwietnia załogi: dowódca dywizjonu mjr Jerzy Kossowski i por. Stanisław Daszewski oraz ppor. Józef Krzyczkowski i por. Jerzy Tereszczenko zbombardowały cele w Kijowie, a trzecia załoga: por. Tadeusz Prauss i por. Aleksander Łaguna zbombardowała sowieckie koszary w Berdyczowie. Ostrzelała też transport wojskowy stojący na dworcu w Koziatyniu.
W końcu kwietnia eskadra wydzieliła ze swego składu trzy samoloty i przegrupowała je do Zwiahla, by tam wspierać uderzenie grupy operacyjnej gen. Rydza-Śmigłego na Żytomierz. Podczas przenosin por. Żochowski przy lądowaniu rozbił swojego Bregueta, a następny stracono 30 kwietnia, gdy podczas ataku na piechotę sowiecką koło Fastowa. W czasie jego wykonywania załoga por. Tadeusz Prauss i por. Stanisław Daszewski została skutecznie ostrzelana przez przeciwnika. Łącznie od 19 do 30 kwietnia 3 eskadra wykonała 19 lotów bojowych.
Na początku maja eskadra stacjonowała w Żytomierzu, a niedługo potem przeniosła się do Stawiszcza.
Już od 3 maja samoloty eskadry zwalczały sowieckie okręty rzeczne w rejonie Rżyszewa.
8 maja eskadra wykonała kilkakrotne ataki bombowe na Browary i Demirki. Wykonano wówczas 9 lotów bojowych w czasie których zrzucono 400 kg bomb. W tym też dniu oddział wydzielony eskadry wraz z dowództwem V dywizjonu lotniczego przeniósł się do Kijowa na lotnisko Post Wołyński. W ciągu kilku następnych dni załogi zwalczały nieprzyjaciela w rejonie miasta.
19 maja eskadra zbombardowała stację kolejową Demirki wraz ze stojącymi na niej transportami wojskowymi i pociągami pancernymi. W akcji tej wzięły udział cztery załogi: dowódca dywizjonu mjr Jerzy Kossowski i por. Stanisław Ratomski, ppor. Tadeusz Prauss i por. Jerzy Tereszczenko, ppor. Józef Krzyczkowski i por. Stanisław Daszewski oraz por. Żochowski i ppor. Liborio. Łącznie zrzucono około 160 kg bomb.
Dość silna obrona przeciwlotnicza stacji znacznie ograniczyła swobodę manewru samolotów. W czasie ataku został uszkodzony samolot ppor. Józefa Krzyczkowskiego. Dopiero następnego dnia osiągnięto taktyczny sukces. Podczas pierwszego z nalotów dwa samoloty zrzuciły 90 kg bomb, a w następnym locie cztery maszyny zabrały aż 200 kg bomb. Uszkodzono pociąg pancerny „Lenin”. W walce zestrzelony został samolot z załogą ppor. Prauss i por. Ratomski.
20 maja przybyła do Kijowa pozostała część 3 eskadry.  Rozpoczęto wówczas działania w rejonie Rżyszewa. Samoloty atakowały przeprawy sowieckie przez Dniepr.
24 maja cztery samoloty eskadry wzięły udział w bombardowaniu Rżyszczewa i ostrzeliwały z karabinów bolszewickie okręty na Dnieprze. Zrzucono 150 kg bomb.
Od 26 maja eskadra podlegała bezpośrednio pod sztab 3 Armii gen. Rydza-Śmigłego.
28 i 30 maja, działająca w składzie V dywizjonu eskadra, po raz kolejny atakowała na żeglugę sowiecką na Dnieprze. Zatopiono jeden okręt nieprzyjaciela, a trzy dalsze uszkodzono. Zatopioną jednostkę zaliczono mechanikowi 3 eskadry – szer. Bogdanowiczowi.
W końcu maja eskadra przeprowadziła także kilka lotów wywiadowczych w kierunku Perejesławia, z  jednoczesnym bombardowaniem oddziałów nieprzyjaciela w Taraszczy, Piatigorze i Złotonoszy.

### Walki odwrotowe na Ukrainie
W czerwcu i lipcu oddziały polskie prowadziły walki obronno-opóźniające, a 1 Armia Konna Siemiona Budionnego znacznie udoskonaliła metody walki z lotnictwem i stała się jego bardzo groźnym przeciwnikiem. Sowieccy kawalerzyści zaczęli powszechnie używać sprzężone karabiny maszynowe ustawione na taczankach, organizując przy tym zasadzki z wykorzystaniem niewielkich pododdziałów kawalerii.
Od 3 czerwca eskadrę skierowano do walk na północ od Kijowa w rejon Okuninowa. W ciągu następnych dni prowadziła ona działania nękające czym skutecznie powstrzymywała wojska bolszewickie. W tym czasie eskadra dysponowała czterema samolotami. Wspólnie z 16 eskadrą wywiadowczą przeprowadziła w rejonie przeprawy 23 loty szturmowe zrzucając podczas nich 1500 kg bomb. Duża skuteczność ataków lotniczych skłoniła dowództwo sowieckie do ubezpieczenia rejonu przeprawy przez trzy samoloty myśliwskie. Startowały one kilkakrotnie na przechwycenie polskich samolotów.
5 czerwca samolot sowiecki zaatakował Bregueta dowódcy dywizjonu mjr. Jerzego Kossowskiego i w walce powietrznej ranił jego obserwatora por. Stanisława Daszewskiego (3 eskadra).
Po odwrocie z Kijowa rozpoczętym 10 czerwca eskadra przeszła na lotnisko w Zwiahlu. Tu dowódca dywizjonu mjr Jerzy Kossowski postanowił, że 16 eskadra przekaże ostatni swój samolot 3 eskadrze.
W kolejnych dniach eskadra prowadziła ciężkie walki odwrotowe z jazdą nieprzyjaciela. Szczególnie intensywnie atakowano bolszewików w rejonie Fastowa, Koziatynia i Chodorkowa. Eskadra prowadziła także loty wywiadowcze w kierunku Czarnobyla i Malina.
10 czerwca wykonano kilka ataków na jazdę Budionnego pod Żytomierzem, a 13 czerwca część eskadry opuściła lotniska w Zwiahlu i przeniosła się do Szepietówki.
Na lotnisku w Zwiahlu pozostały dwa niesprawne Breguety, ich piloci oraz grupa mechaników, która przez trzy dni starała się naprawić samoloty.
Podczas startu 16 czerwca  por. Stanisław Sułkowski rozbił swój samolot i tylko por. Tadeusz Prauss doleciał do Szepietówki. Tam dowódca eskadry, kpt. Donat Makijonek polecił mu przetransportować Bregueta do Łucka i poddać go gruntowniej naprawie. W czasie lotu samolot musiał jednak przymusowo lądować i rozbił się.
Z powodu braku samolotów 3 eskadra wycofana została z frontu. Przemieszczała się przez Łuck do Lublina.
Tu zatrzymała się na majątku Felin i od końca czerwca do 7 lipca odpoczywała. Tu też wcielała uzupełnienia.
Eskadrę zasilili piloci: por. Żochowski i sierż. Toluściak oraz obserwatorzy: ppor. Sieczkowski i pchor. Włodzimierz Bula.
9 lipca eskadra ruszyła pod Chełm na lotnisko Czulczyce, skąd wznowiła intensywne loty bojowe w kierunku Włodzimierza Wołyńskiego, Hrubieszowa i Lwowa. Na początku drugiej dekady lipca nadszedł rozkaz przenoszący 3 eskadrę do Kowla.
Sytuacja na froncie wymusiła jednak zmianę rozkazu i pododdział wrócił do Czułczyc.
15 lipca nad Czułczycami przetoczyła się gwałtowna burza, która zniszczyła trzy Breguety i jednego Oeffaga D.3 mjr. Jerzego Kossowskiego. Po burzy eskadra dysponowała już tylko dwoma samolotami i jej działalność w drugiej połowie lipca i na początku sierpnia została znacznie ograniczona.
W pierwszych dniach sierpnia eskadra przeniosła się do Konopnicy. 9 sierpnia załoga por. Marian Romeyko i ppor. Sieczkowski nawiązała łączność z 3 Dywizja Piechoty Legionów.
Ogółem od 10 czerwca do 10 sierpnia 1920 roku 3 eskadra wywiadowcza wykonała ponad 20 lotów na rozpoznanie i kilkanaście lotów łącznościowych.

### Działania w bitwie warszawskiej
W ramach przygotowań do operacji znad Wieprza Naczelne Dowództwo Wojska Polskiego zarządziło koncentrację eskadr polskiego lotnictwa wojskowego w dwóch rejonach: lotnictwa 1. i 5 Armii – na lotniskach warszawskich (Mokotów i Siekierki), a lotnictwa 2., 3. i 4 Armii na lotniskach w Radomiu, Dęblinie, Puławach i Lublinie.
3 eskadra wywiadowcza od 15 sierpnia stacjonowała na lotnisku Klikawa koło Puław. Na skutek braku benzyny nie mogła jednak wejść do działań. Dopiero 17 sierpnia  przystąpiła do walk. Działała bezpośrednio na korzyść Kwatery Głównej Naczelnego Wodza, który to w pierwszych dniach przeciwuderzenia przebywał w Puławach. W dniach od 17 do 19 sierpnia, wspólnie z 10 eskadrą wywiadowczą prowadziła rozpoznanie obszarów: Maciejowice – Garwolin –Żelechów oraz Stoczek Łukowski – Międzyrzec – Siedlce – Łuków i Węgrów – Sokołów – Drohiczyn.
19 sierpnia eskadra otrzymały polecenie przebazowania się na lotnisko pod Mińskiem Mazowieckim.
Przelot do Mińska nastąpił następnego dnia. Działanie eskadry z tego lotniska nie trwało długo, bowiem już 22 sierpnia, po rozbiciu ostatnich dwóch samolotów, eskadra została wycofana do Warszawy na uzupełnienie.
25 sierpnia zakończyły się działania pościgowe za rozbitymi oddziałami sowieckimi. Na kilka tygodni nastąpiła stabilizacja linii frontu, a jednostki Wojska Polskiego, w tym lotnicze, przeszły kolejną reorganizację. Wycofano, celem uzupełnienia, eskadry najbardziej wyczerpane intensywnymi walkami. Były to 2., 8. i 21 eskadra. Poza nimi na tyłach przebywały także inne eskadry. Były to: 3., 11., 14., 17. i 18. oraz (4.) eskadra toruńska.

### Udział w bitwie nad Niemnem

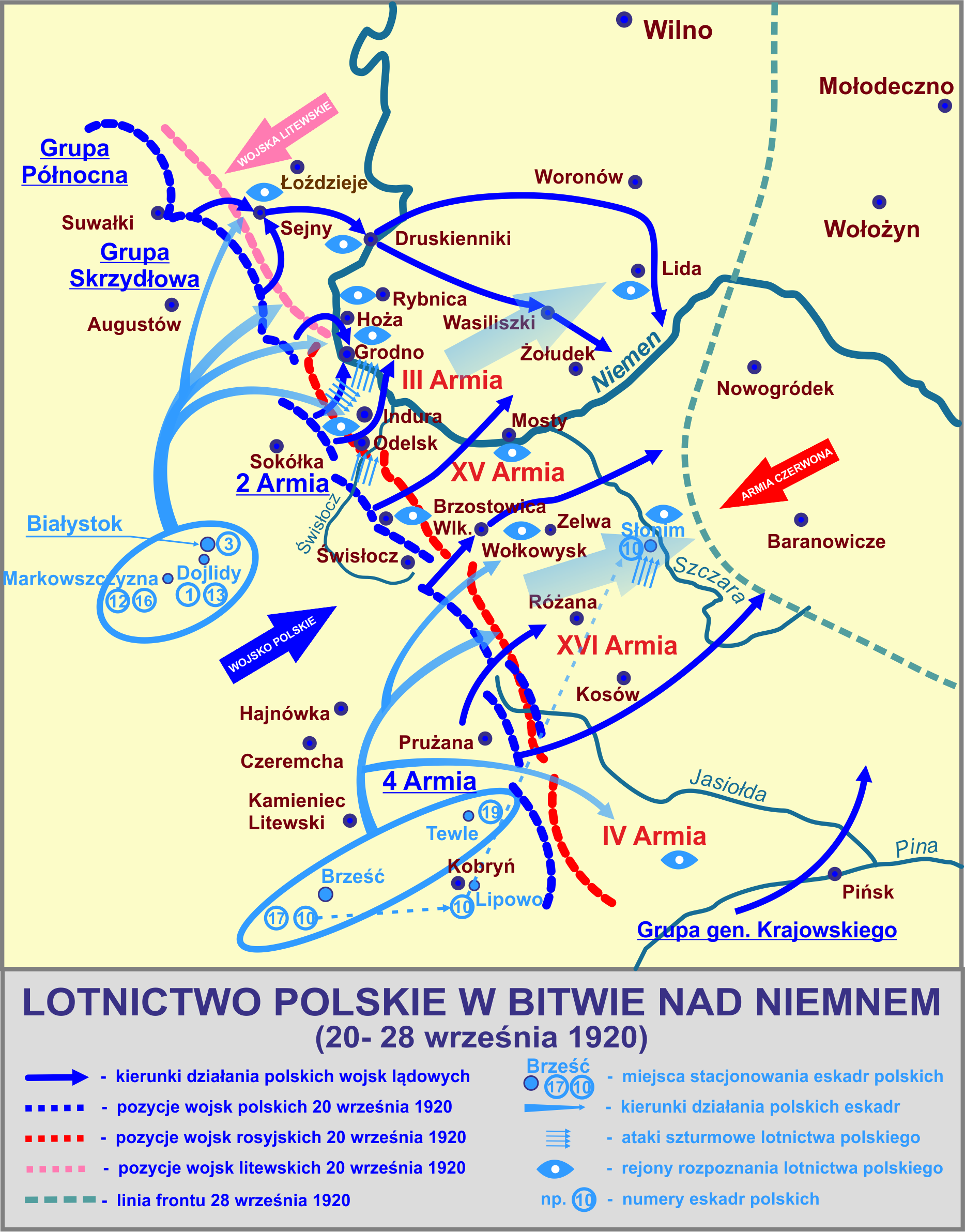

Po reorganizacji ugrupowanie wojsk polskich na północnym odcinku frontu składało się z 2. i 4 Armii. Zmienił się też przydział lotnictwa do poszczególnych związków operacyjnych. W skład lotnictwa 2 Armii wchodziły: 1., 12. i 16 eskadra wywiadowcza oraz 13 eskadra myśliwska. Eskadry 1. i 13. stacjonowała w Dojlidach, a eskadry 12. i 16. w Markowszczyznie.
W tym czasie w skład lotnictwa 4 Armii wchodziły tylko eskadry: 10. i 17 eskadra wywiadowcza. We wrześniu dołączyła 3 eskadra wywiadowcza i 19 eskadra myśliwska.
Podczas przebazowania z Warszawy do Białegostoku 3 eskadra straciła aż trzy Breguety, z czego samolot por. Stanisława Sułkowskiego został całkowicie rozbity.
Eskadra z racji bazowania na lotnisku w Białymstoku wykonała także kilka lotów wywiadowczych w pasie działania 2 Armii. 24 września ppor. Sieczkowski zwalczał oddziały sowieckie znajdujące się między Różanką a Zaniemańskiem.
27 września walki objęły już rejon Lidy, gdzie eskadra wykonywała loty bojowe startując z lotniska Miedziejski pod Wołkowyskiem.
W końcu września eskadra przeniosła się do Baranowicz. Podczas przewożenia wyposażenia transportem kolejowym wybuchł pożar, który zniszczył znaczną część jej sprzętu.
Swój ostatni lot bojowy eskadra wykonała 15 października.
Rozejm  zastał eskadrę w Baranowiczach.
Podczas wojny o granice 1918–1920 3 eskadra wykonała 469 lotów bojowych w łącznej ilości 1280 godzin przebytych nad terenami nieprzyjaciela. Jest to największa liczba godzin lotów bojowych wśród wszystkich eskadr biorących udział w wojnie. W czasie walk eskadra straciła 3 lotników.

## Eskadra w okresie pokoju
Na mocy rozkazu z 18 stycznia 1921 eskadra stacjonowała w Warszawie, a w maju tego roku weszła w skład IV dywizjonu wywiadowczego 1 pułku lotniczego.
Na skutek braku pomieszczeń na lotnisku Mokotów oraz ze względów politycznych, 3 eskadra wywiadowcza została przesunięta na lotnisko Porubanek.
Wiosną 1922 jednostka powróciła do Warszawy i podporządkowana została dowódcy I dywizjonu wywiadowczego. W tym okresie wyposażenie jednostki stanowiły samoloty Breguet XIV i Ansaldo 300.
W lutym 1925, rozkazem Ministerstwa Spraw Wojskowych nr 2300/org., zapoczątkowano reorganizację lotnictwa wojskowego. Polegała ona między innymi na przeformowaniu eskadr wywiadowczych na „lotnicze” oraz zmianie ich numeracji. Pierwsza cyfra oznaczała numer pułku a następna – kolejność eskadry w pułku.
W maju 1925 jednostka przemianowana została na 13 eskadrę lotniczą i wraz z 14 eskadrą lotniczą weszła w skład II dywizjonu lotniczego.
W maju następnego roku pododdział przemianowany został na 13 eskadrę niszczycielską nocną.
W sierpniu 1928 eskadra podporządkowana została dowódcy I dywizjonu, a rok później przemianowana na 13 eskadrę liniową.
Z dniem 1 lutego 1934 eskadra została rozformowana. Jej personel przeszedł do nowo powstałej 13 eskadry towarzyszącej, a samoloty Breguet XIX przekazane zostały dla powstającej 24 eskadry liniowej.
| Nazwy jednostki i daty sformowania, przeformowań i rozformowania | Nazwy jednostki i daty sformowania, przeformowań i rozformowania | Nazwy jednostki i daty sformowania, przeformowań i rozformowania | Nazwy jednostki i daty sformowania, przeformowań i rozformowania | Nazwy jednostki i daty sformowania, przeformowań i rozformowania | Nazwy jednostki i daty sformowania, przeformowań i rozformowania | Nazwy jednostki i daty sformowania, przeformowań i rozformowania | Nazwy jednostki i daty sformowania, przeformowań i rozformowania | Nazwy jednostki i daty sformowania, przeformowań i rozformowania | Nazwy jednostki i daty sformowania, przeformowań i rozformowania | Nazwy jednostki i daty sformowania, przeformowań i rozformowania |
| ---------------------------------------------------------------- | ---------------------------------------------------------------- | ---------------------------------------------------------------- | ---------------------------------------------------------------- | ---------------------------------------------------------------- | ---------------------------------------------------------------- | ---------------------------------------------------------------- | ---------------------------------------------------------------- | ---------------------------------------------------------------- | ---------------------------------------------------------------- | ---------------------------------------------------------------- |
| XII 1918                                                         | eskadra warszawska                                               | 1919                                                             | 3 eskadra wywiadowcza                                            | V 1925                                                           | 13 eskadra lotnicza                                              | V 1926                                                           | 13 eskadra niszczycielska N                                      | X 1929                                                           | 13 eskadra liniowa                                               | 1934                                                             |

## Żołnierze eskadry

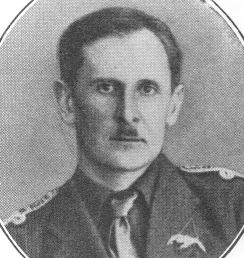
Kpt. Julian Słoniewski pierwszy dowódca eskadry

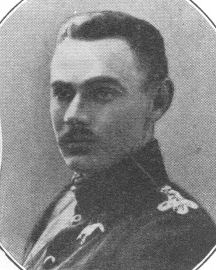
Kpt. Donat Makijonek drugi dowódca eskadry

| Dowódcy eskadry                                       | Dowódcy eskadry                      | Dowódcy eskadry                  |
| Stopień                                               | Imię i nazwisko                      | Okres pełnienia służby           |
| ----------------------------------------------------- | ------------------------------------ | -------------------------------- |
| kpt. obs.                                             | Julian Słoniewski                    | od 30 XII 1918                   |
| kpt. pil.                                             | Donat Makijonek                      | od VI 1919                       |
| kpt. pil.                                             | Stefan Ciecierski                    | 1920                             |
| kpt. pil.                                             | Donat Makijonek                      | od XI 1921                       |
| por. pil.                                             | Aleksander Choiński                  | od 18 VII 1923                   |
| kpt. pil.                                             | Ludwik Idzikowski                    | od XI 1923                       |
| kpt. obs.                                             | Czesław Niekraszewicz                | 19 V 1925 – † 14 V 1926          |
| Personel latający okresu wojny polsko – bolszewickiej |                                      |                                  |
| Obserwatorzy                                          | Obserwatorzy                         | Piloci                           |
| kpt. obs. Julian Słoniewski                           | kpt. obs. Julian Słoniewski          | kpt. pil. Donat Makijonek        |
| por. obs. Aleksander Łaguna                           | por. obs. Aleksander Łaguna          | por. pil. Józef Krzyczkowski     |
| por. obs. Tadeusz Antonowicz                          | por. obs. Tadeusz Antonowicz         | por. pil. Marian Romeyko         |
| por. obs. Stanisław Ratomski                          | por. obs. Stanisław Ratomski         | por. pil. Tadeusz Prauss         |
| por. obs. Stanisław Daszewski                         | por. obs. Stanisław Daszewski        | por. pil. Kazimierz Zacharewicz  |
| por. obs. Tadeusz Zawadzki                            | por. obs. Tadeusz Zawadzki           | ppor. pil. Stanisław Sułkowski   |
| por. obs. Jerzy Tereszczenko                          | por. obs. Jerzy Tereszczenko         | ppor. pil. Florian Wołoszanowski |
| ppor. obs. dr. Jan Faleński – lekarz                  | ppor. obs. dr. Jan Faleński – lekarz | ppor. pil. Piotr Warpechowski    |
| ppor. obs. Józef Sieczkowski                          | ppor. obs. Józef Sieczkowski         | sierż. pil. Piotr Tołuściak      |
| ppor. obs. Jerzy Jabłoński                            | ppor. obs. Jerzy Jabłoński           | sierż. pil. Józef Arciszewski    |
| pchor. obs. Włodzimierz Bula                          |                                      |                                  |
| pchor. obs. Piotr Hryszkiewicz                        |                                      |                                  |
| pchor. obs. Tadeusz Bukowiński                        |                                      |                                  |
| pchor. obs. Jerzy Kobyliński                          |                                      |                                  |

## Wypadki lotnicze
- 15 września 1921 sierż. pil. Sikorski oraz sierż. mech. Waszkiewicz w czasie powrotu z Centralnych Warsztatów Lotniczych w Warszawie na samolocie Breguet XIV ulegli wypadkowi. Z bliżej nieznanych przyczyn samolot zapalił się i spadł na ziemię. Sierż. Sikorski zmarł w szpitalu, natomiast sierż. Waszkiewicz zginął na miejscu[35].
- 8 listopada 1924 por. pil. Jan Poteć, który został oddelegowany na pilota oblatywacza do Centralnych Warsztatów Lotniczych zginął wraz z majstrem wojskowym Wirgiliuszem Muchą na samolocie Ansaldo 300[35].

## Samoloty eskadry

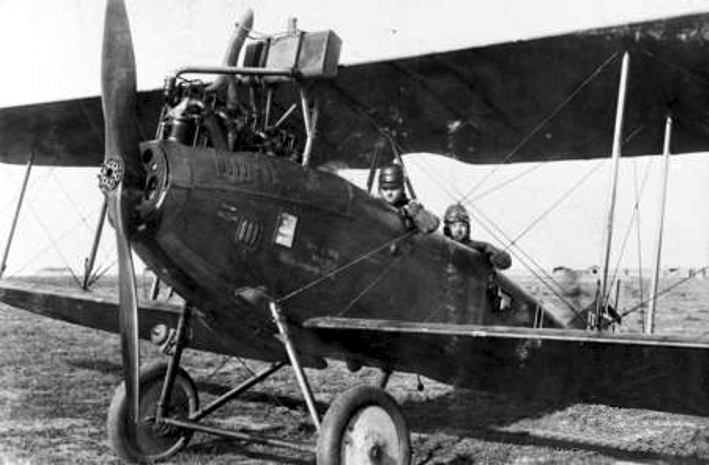
DFW C.V
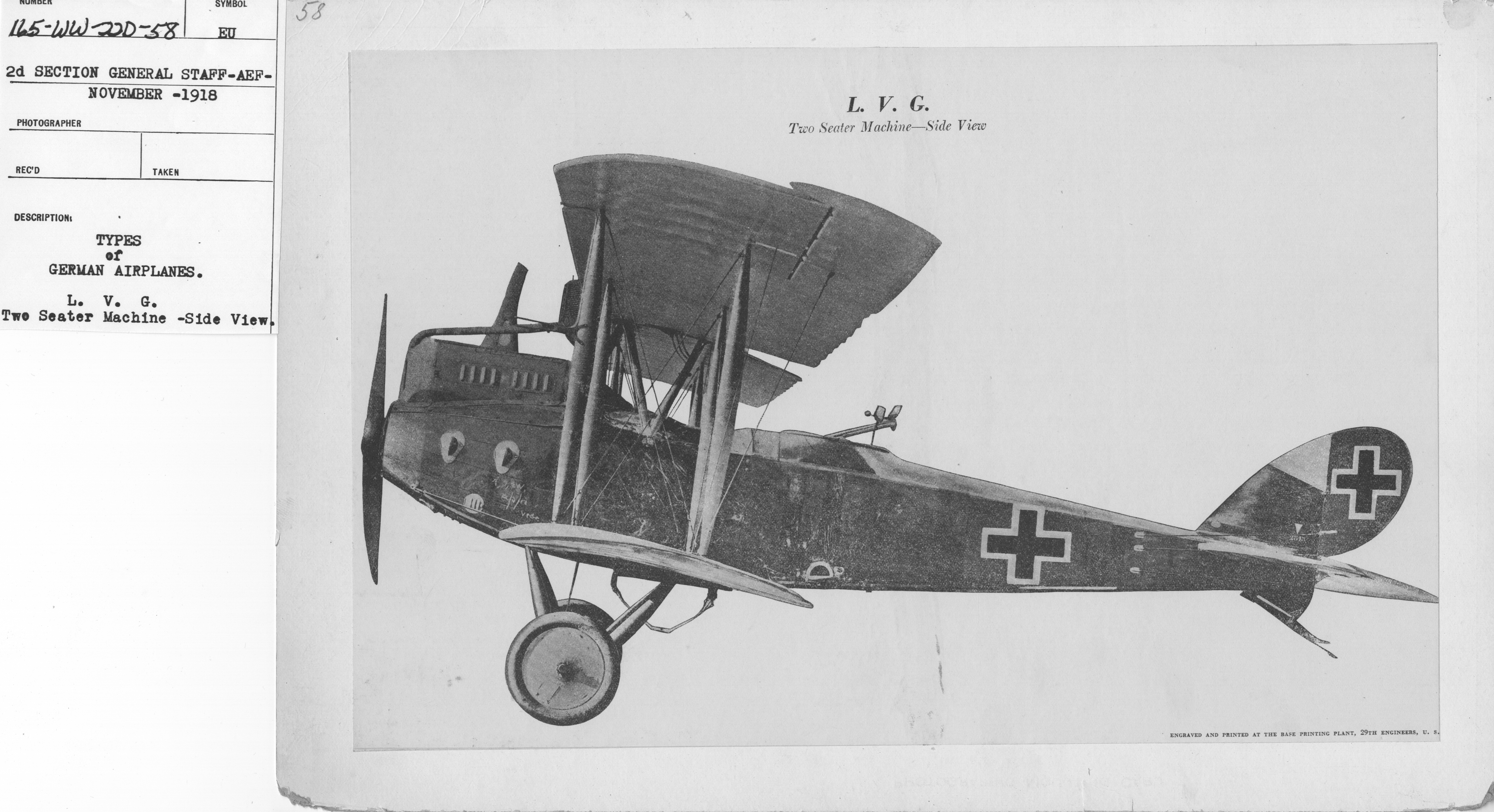
LVG C.V
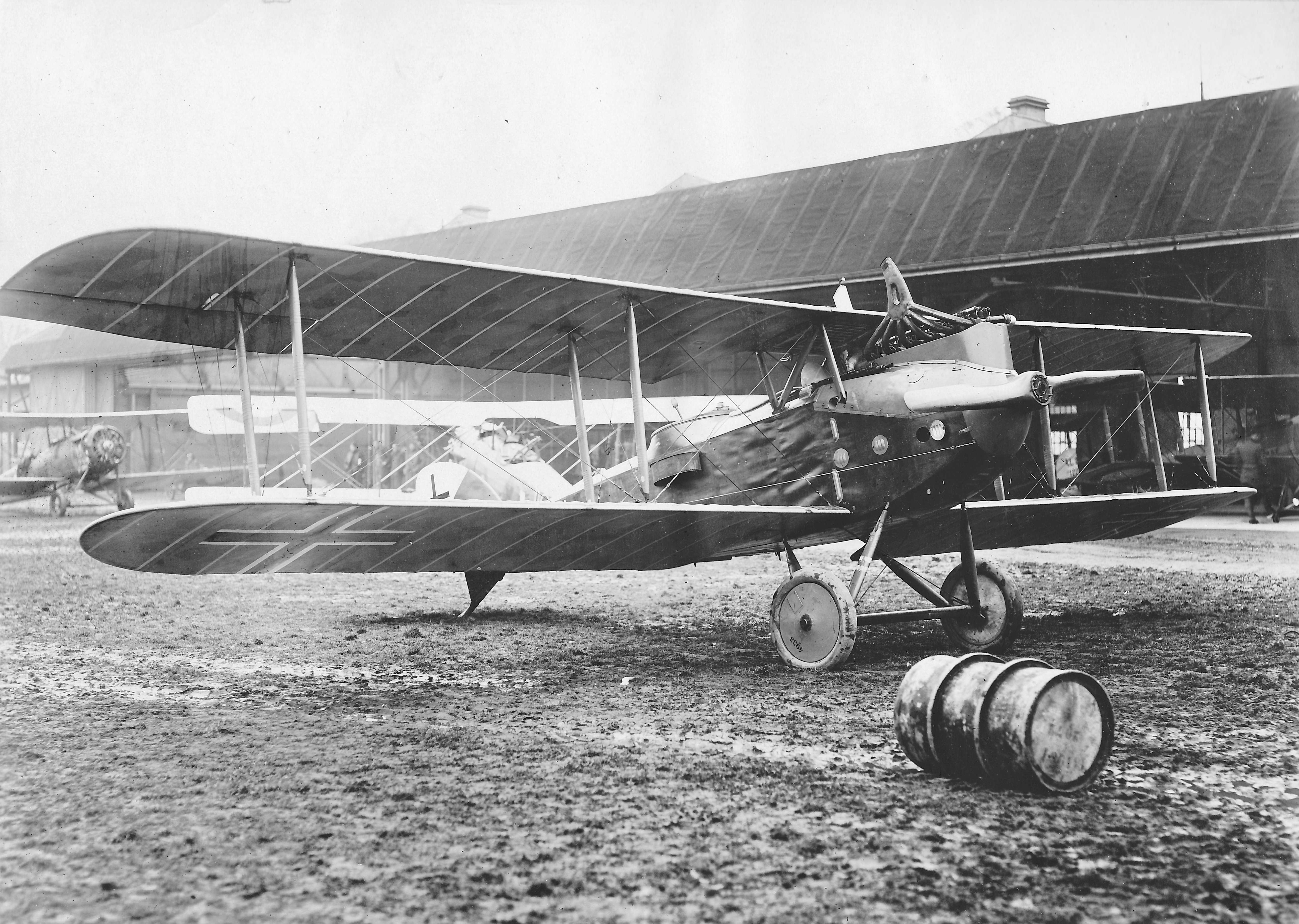
LVG C.VI
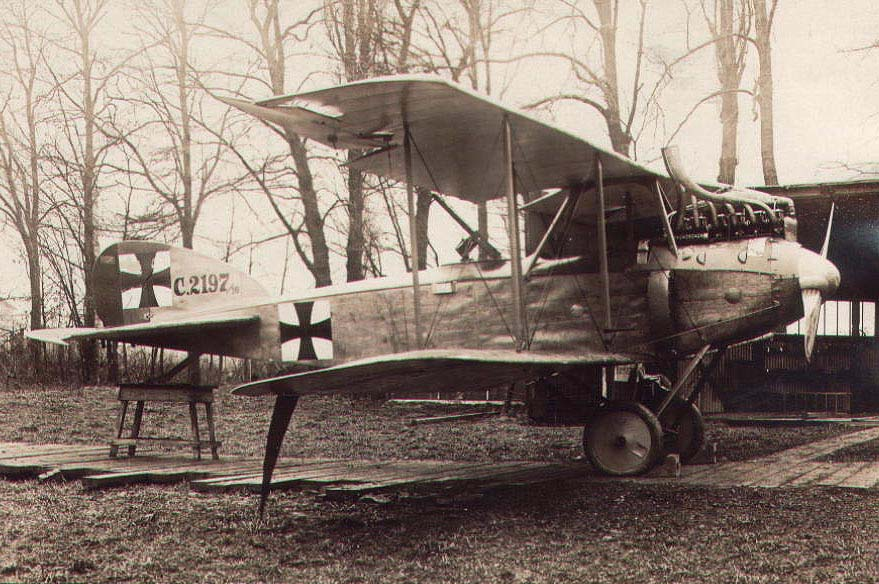
Albatros C.VII
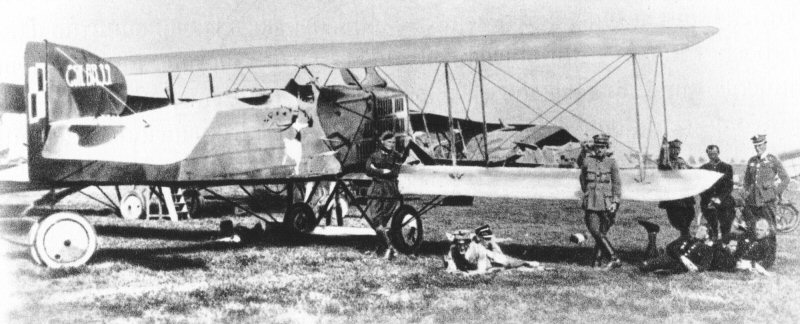
Breguet XIV A.2
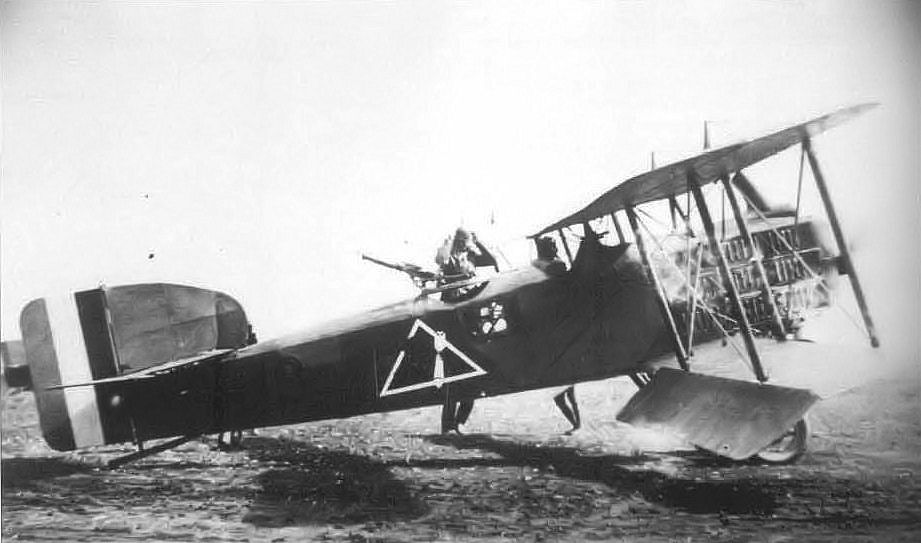
Breguet XIV B.2